# San Juan de Pastocalle
San Juan de Pastocalle, oder kurz: Pastocalle, ist eine Ortschaft und eine Parroquia rural („ländliches Kirchspiel“) im Kanton Latacunga der ecuadorianischen Provinz Cotopaxi. Die Parroquia besitzt eine Fläche von 136,4 km². Die Einwohnerzahl lag im Jahr 2010 bei 11.449.

## Lage
Die Parroquia San Juan de Pastocalle liegt im Andenhochtal von Zentral-Ecuador. Das Verwaltungsgebiet reicht im Westen bis zum 5245 m hohen Südgipfel des Vulkans Illiniza. Nordzentral befindet sich der über 3900 m hohe Loma Santa Cruz. Im Südosten verläuft der Río Cutuchi entlang der Verwaltungsgrenze nach Süden. Die Fernstraße E35 (Latacunga–Quito) verläuft entlang der östlichen Verwaltungsgrenze. Der etwa 3130 m hoch gelegene Hauptort befindet sich 23 km nördlich der Provinzhauptstadt Latacunga.
Die Parroquia San Juan de Pastocalle grenzt im Norden an die Provinz Pichincha mit den Parroquias El Chaupi und Aloasí (beide im Kanton Mejía), im Osten an die Parroquia Mulaló, im Süden an die Parroquia Tanicuchí sowie im Westen an die Parroquia Toacaso.

## Geschichte
Die Parroquia San Juan de Pastocalle wurde am 24. Juni 1884 gegründet.